# Onset of Putrefaction
Onset of Putrefaction è il primo album in studio ufficiale pubblicato dal gruppo musicale brutal death metal tedesco Necrophagist, nel 1999.

## Descrizione
Durante la realizzazione di questo disco i membri allora facenti parte del gruppo oltre a Muhammed Suicmez, lasciarono la formazione per motivi personali. Tuttavia è ipotizzabile che i musicisti siano gli stessi del seguente Epitaph: Muhammed nei ringraziamenti cita "Stefan [Fimmers, bassista], Christian [Muenzner, chitarrista] and Hannes [Grossman, batterista]: The NecroDudes". In questo disco si può notare l'incredibile bagaglio tecnico del gruppo: i brani sono ricchi di riff e assoli di chitarra realizzati con grande tecnica e velocità, inoltre sono presenti molti cambi di tempo, definibili il marchio di fabbrica della band. Il cantato è un growl molto gutturale e brutale, i testi trattano di argomenti splatter.

## Tracce
1. Foul Body Autopsy
2. To Breathe In A Casket
3. Mutilate The Stillborn
4. Intestinal Incubation
5. Culinary Hyperversity
6. Advanced Corpse Tumor
7. Extreme Unction
8. Fermented Offal Discharge

Tracce bonus estratte dal demo Necrophagist del 1995
1. Dismembered Self-Immolation
2. Pseudopathological Vicisection